# بولسكي سينوفيك
بولسكي سينوفيك (بالبلغارية: Полски Сеновец)‏ هي قرية في مقاطعة فيليكو تارنوفو، شمال وسط بلغاريا.

## الموقع
تقع القرية في الجزء الأوسط من سهل الدانوب في بلغاريا). القرية 12 كم (7.5 ميل) بعيدا عن بولسكي ترامبيش، 37 كم (23 ميل) من فيليكو تارنوفو، 4.4 كم (2.7 ميل) من قرية ستيفان ستمابولوفو، 4.4 كم (2.7 ميل) من قرية بيتكو كارافيلوفو و3 كم (1.9 ميل) من قرية إيفانشا.

## معرض الصور

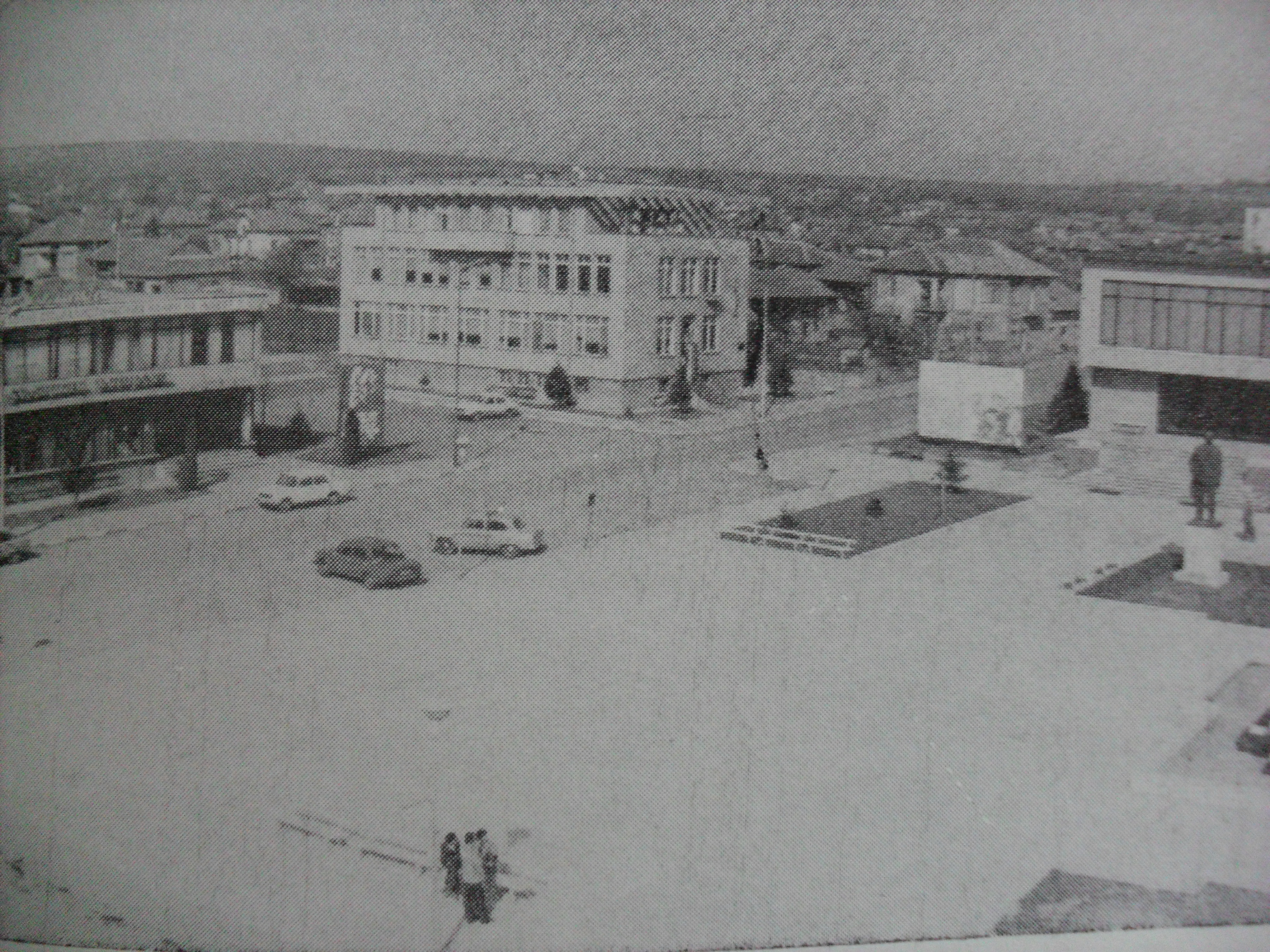
1970
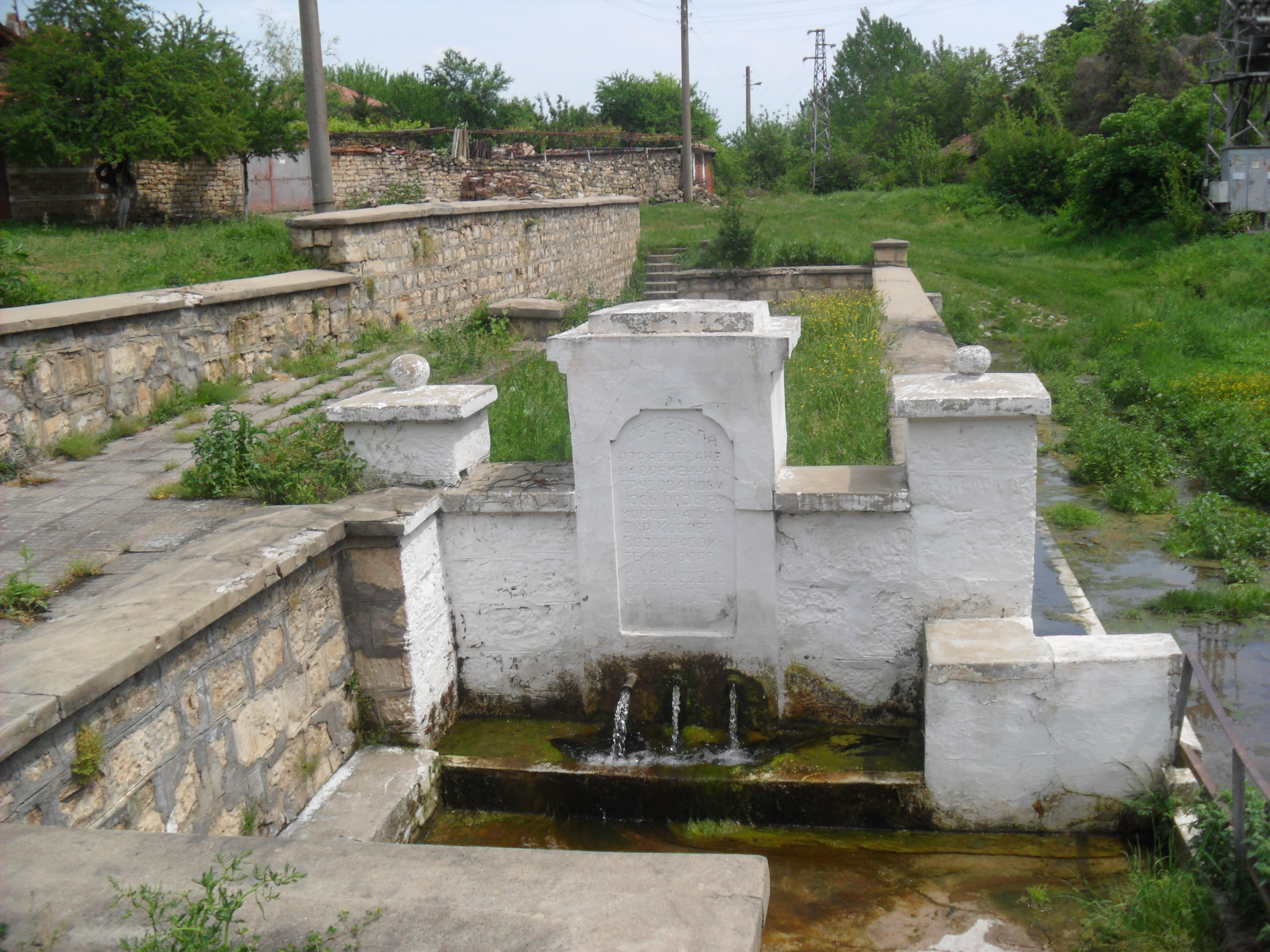
نافورة
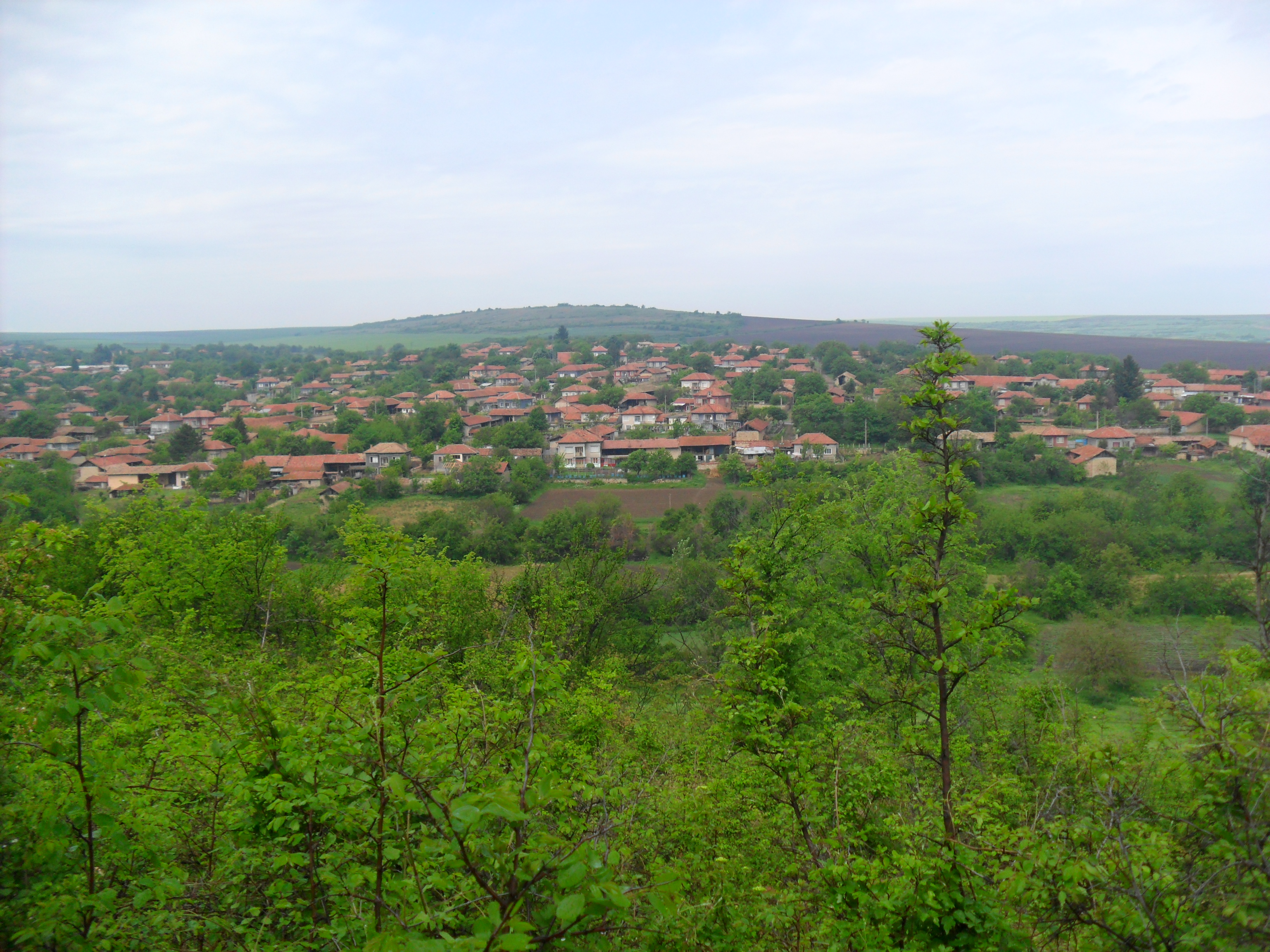
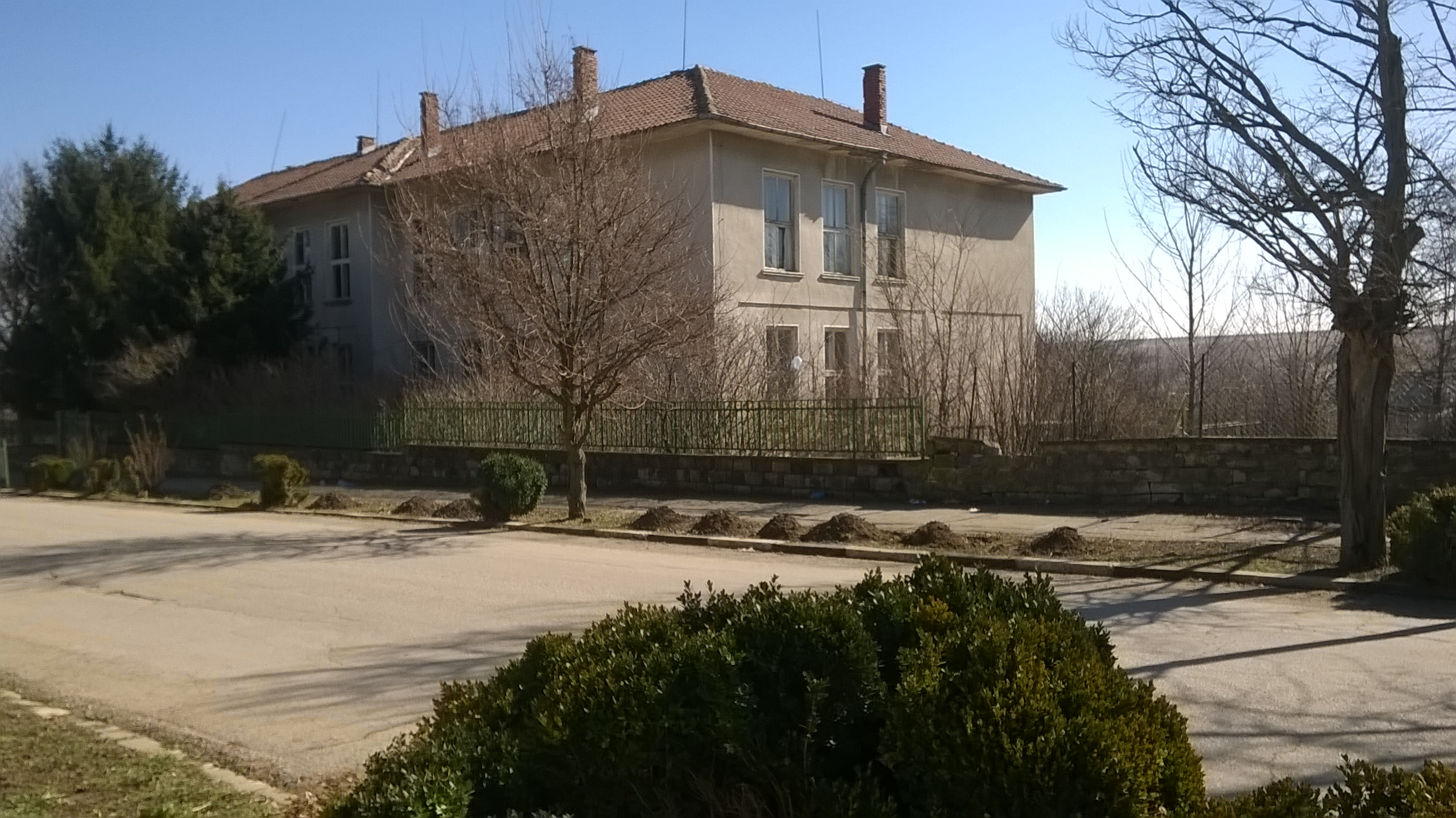
المدرسة الابتدائية "نيكولا يونكوف فابتساروف"
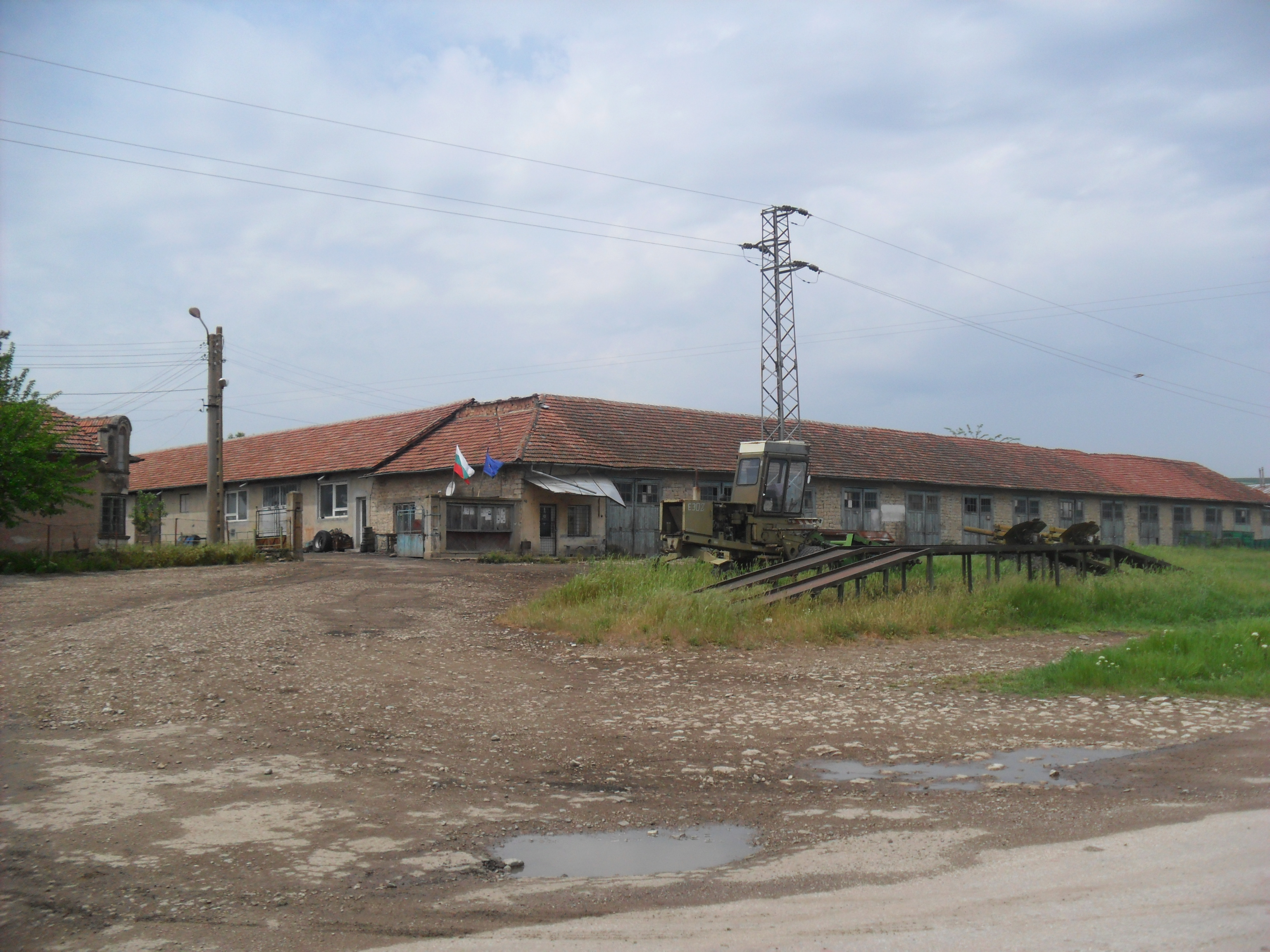